# Communauté de communes du Canton de Charly-sur-Marne
La communauté de communes du Canton de Charly-sur-Marne (ou C4) est une communauté de communes française, située dans le département de l'Aisne.

## Historique
La communauté de communes a été créée par un arrêté préfectoral du 29 décembre 1995, et regroupait alors 17 communes.

## Territoire communautaire

### Composition
La communauté de communes est composée des 21 communes suivantes :

| Nom                      | Code Insee | Gentilé        | Superficie (km2) | Population (dernière pop. légale) | Densité (hab./km2) |
| ------------------------ | ---------- | -------------- | ---------------- | --------------------------------- | ------------------ |
| Charly-sur-Marne (siège) | 02163      | Carlésiens     | 20,52            | 2 584 (2022)                      | 126                |
| Bézu-le-Guéry            | 02084      | Bézuyats       | 11,1             | 250 (2022)                        | 23                 |
| La Chapelle-sur-Chézy    | 02162      | Chapellois     | 7,9              | 299 (2022)                        | 38                 |
| Chézy-sur-Marne          | 02186      | Guernouillats  | 22,43            | 1 308 (2022)                      | 58                 |
| Coupru                   | 02221      | Couprusiens    | 7,82             | 159 (2022)                        | 20                 |
| Crouttes-sur-Marne       | 02242      | Crouttois      | 4,33             | 607 (2022)                        | 140                |
| Domptin                  | 02268      | Domptinois     | 4,56             | 638 (2022)                        | 140                |
| L'Épine-aux-Bois         | 02281      | Spinaltiens    | 12,37            | 245 (2022)                        | 20                 |
| Essises                  | 02289      | Essisois       | 7,31             | 412 (2022)                        | 56                 |
| Lucy-le-Bocage           | 02443      | Berlots        | 7,75             | 212 (2022)                        | 27                 |
| Marigny-en-Orxois        | 02465      | Marignyens     | 15,56            | 527 (2022)                        | 34                 |
| Montfaucon               | 02505      | Montfauconnais | 15,36            | 208 (2022)                        | 14                 |
| Montreuil-aux-Lions      | 02521      | Montreuillois  | 12,99            | 1 328 (2022)                      | 102                |
| Nogent-l'Artaud          | 02555      | Nogentais      | 23,99            | 2 089 (2022)                      | 87                 |
| Pavant                   | 02596      | Pavanais       | 5,43             | 755 (2022)                        | 139                |
| Romeny-sur-Marne         | 02653      | Romenyats      | 4,23             | 466 (2022)                        | 110                |
| Saulchery                | 02701      | Saulcheriens   | 2,63             | 695 (2022)                        | 264                |
| Vendières                | 02777      | Vendiérois     | 12,36            | 129 (2022)                        | 10                 |
| Veuilly-la-Poterie       | 02792      | Veuillisiens   | 7,54             | 155 (2022)                        | 21                 |
| Viels-Maisons            | 02798      | Vieux-Montois  | 21,44            | 1 199 (2022)                      | 56                 |
| Villiers-Saint-Denis     | 02818      | Villiérois     | 7,57             | 1 074 (2022)                      | 142                |

### Démographie
| 1968   | 1975   | 1982   | 1990   | 1999   | 2006   | 2011   | 2016   |
| ------ | ------ | ------ | ------ | ------ | ------ | ------ | ------ |
| 10 012 | 10 243 | 11 275 | 12 849 | 14 255 | 15 064 | 15 481 | 15 744 |

## Organisation

### Siège
La communauté de communes a son siège à Charly-sur-Marne, 2 voie André Rossi.

### Élus
La communauté de communes est administrée par son conseil communautaire, composé à compter de 2020 de 38  conseillers municipaux représentant les 21 communes membres, répartis comme suit : 

- 6 délégués pour Charly-sur-Marne ;

- 5 délégués pour Nogent-L'Artaud ;

- 3 délégués pour Chézy-sur-Marne, Montreuil-aux-Lions et Viels-Maisons ;

- 2 délégués pour Pavant et Villiers-Saint-Denis ;

- 1 délégué ou son suppléant pour les autres communes.
À la suite du renouvellement intervenu lors des élections municipales de 2020, le conseil communautaire du 16 juillet 2020 a élu sa nouvelle présidente, Élisabeth Clobourse, maire de Coupru et désigné ses 7 vice-présidents, qui sont : 
1. Jean Plateaux, maire de Villiers-Saint-Denis , chargé de l'administration générale et du SPED.
2. Olivier Devron, maire de Montreuil-aux-Lions, chargé du personnel et de l’accueil des gens du voyage.
3. Marie-Christine Riboulout, maire-adjoint de Chézy-sur-Marne, chargée des affaires sociales et du CISPD.
4. Martine Arnoulet, conseillère municipale de Charly-sur-Marne, chargée des finances et de la mutualisation des services et des agents.
5. Philippe Marchal, maire de Marigny-en-Orxois, chargé de l'assainissement, de l’eau et de la GEMAPI.
6. Patricia Loiseau, maire de La Chapelle-sur-Chézy, chargée de la communication, du tourisme et de l’accessibilité.
7. Régis Rivailler, conseiller municipal de Charly-sur-Marne, chargé du développement économique et de la prise de nouvelles compétences.

Ils forment ensemble l'exécutif de l'intercommunalité pour le mandat 2020-2026.

### Liste des présidents
| Période                                  | Période                       | Identité            | Étiquette    | Qualité |
| ---------------------------------------- | ----------------------------- | ------------------- | ------------ | --- |
| Les données manquantes sont à compléter. |                               |                     |              | |
|                                          |                               | Renaud Dutreil      | UDF puis UMP | Maître des requêtes au Conseil d'État Conseiller municipal de Charly-sur-Marne (2001 → 2008) Conseiller général de Charly-sur-Marne (1994 → 2006) Député de l'Aisne (5e circ.) < (1994 → 2002) Ministre (2002 → 2007)                                                                    |
|                                          | avril 2014                    | François Rameil     | PR           | Maire de Romeny-sur-Marne (2001 → 2008) |
| avril 2014,                              | juillet 2020                  | Georges Fourré      | DVG          | Kinésithérapeute Conseiller général de Charly sur Marne (2006 → 2015), Conseiller départemental d'Essômes-sur-Marne (2015 → ) Vice président du Conseil général de l'Aisne ( ? → 2015) Vice-président du conseil départemental de l'Aisne (2018 → ) Adjoint au maire de Charly-sur-Marne |
| juillet 2020,                            | En cours (au 30 octobre 2019) | Élisabeth Clobourse | DVD          | Assistante sociale retraitée Maire de Coupru (1989 → ) |

### Compétences
L'intercommunalité exerce les compétences qui lui ont été transférées par les communes membres, dans les conditions déterminées par le code général des collectivités territoriales. Il s'agit :
- Aménagement de l’espace pour la conduite d’actions d’intérêt communautaire ; schéma de cohérence territoriale et schéma de secteur ;
- Actions de développement économique : zones d’activité ; politique locale du commerce et soutien aux activités commerciales d’intérêt communautaire ; promotion du tourisme ;
- Gestion des milieux aquatiques et prévention des inondations (GEMAPI) ;
- Aires d’accueil des gens du voyage et terrains familiaux locatifs ;
- Collecte et traitement des déchets des ménages et déchets assimilés ;
- Protection et mise en valeur de l’environnement
- Politique du logement et du cadre de vie : Mise en place d’opérations programmées d’amélioration de l’habitat (OPAH) ; Opération de réhabilitation des façades du patrimoine public et/ou privé
- Action sociale d’intérêt communautaire pour l’enfance, la famille, les personnes âgées et/ou dépendantes : garderie multi accueil (crèche, halte-garderie, périscolaire) ; maintien à domicile, portage de repas à domicile, téléalarme et service de soins infirmiers à domicile des personnes âgées et/ou dépendantes... ;  transport des personnes âgées bénéficiant d’un service d’action sociale de la Communauté de Communes ; accueils de loisirs sans hébergement (CLSH) ;  relais d’assistantes maternelles (RAM) ; médiation envers les enfants et les adolescents.
- Assainissement non collectif : Contrôle de l’assainissement non collectif (SPANC) ; Entretien et  réhabilitation des systèmes d’assainissement non collectif dans le cadre d’opérations groupées.
- Sécurité et prévention de la délinquance, d’intérêt communautaire : mise en place du Conseil intercommunal de sécurité et de prévention de la délinquance (CISPD) et installation de caméras de vidéosurveillance à caractère intercommunal.
- Réseaux et services locaux de communications électroniques : construction d’infrastructures et de réseaux de communications électroniques ; exploitation et acquisition de droits d’usage pour les construire ou les exploite, mise à disposition d’opérateurs ou d’utilisateurs de réseaux indépendants ;
- Énergies renouvelables à l’exception des énergies éoliennes.
- Conseils demandés par une ou plusieurs communes adhérentes

### Régime fiscal et budget
La communauté de communes est un établissement public de coopération intercommunale à fiscalité propre.
Afin de financer l'exercice de ses compétences, la communauté de communes perçoit une fiscalité additionnelle aux impôts locaux des communes, avec fiscalité professionnelle de zone (FPZ ) et sans fiscalité professionnelle sur les éoliennes (FPE).
Elle collecte également la taxe d'enlèvement des ordures ménagères (TEOM), qui finance ce service public.